# Зура Кікалейшвілі
Зура́ Кікалейшві́лі або Зура́б Кікалейшві́лі (груз. ზურა კიკალეიშვილი; 25 жовтня 1924, Тбілісі — 1 червня 2005) — грузинський радянський актор драматичного кіно, артист балету. Народний артист Грузії (1955).

## Біографія
Народився 25 жовтня 1924 року в місті Тбілісі (нині Грузія). Навчався в Московському хореографічному училищі при Большом театрі (клас Миколи Тарасова). З 1942 року — соліст балетної трупи Тбіліського театру опери і балету імені Паліашвілі.

## Творчість
Всі свої балетні партії створював під керівництвом Вахтанга Чабукіані. Творчість Зури відмічалась яскравою самобутністю та індивідуальністю. Його танці відрізнялись легкістю, пластичністю, високою технічністю. Зура — багатогранний артист, який має талант сценічного перевтілення, створює гострі, виразні за формою сценічні образи.
Виступав також як і режисер-балетмейстер: постановки «Червона квітка» (1948), «Фрески художника» Квернадзе (1962) за мотивами картин художника Ладо Гудіашвілі; танці до оперних спектаклів «Богдан Хмельницький» Костянтина Данькевича, «Наречена Півночі» Торадзе, «Лакме», та інші.

### Балетні партії
Героїчно-романтичні:
- Джорджі («Серце гір», Мелітон Баланчивадзе)
- Фрондосо («Лауренсія»)
- Горда та Мамія («Горда», Давид Торадзе, 1949; Державна премія СРСР 1951 року)
- Сергій Соколов («За мир», Давид Торадзе, 1953)

Ліричні:
- Зігфрід («Лебедине озеро»)
- Дезіре («Спляча красуня»)
- принц Альберт («Жизель»)
- Вацлав («Бахчисарайський фонтан»)

Хара́ктерні:
- чорт Давріш («Сінатле», Григорій Кіладзе, 1947; Державна премія СРСР 1948 року)
- Лі Шанфу («Червона квітка»)
- Яго («Отелло», Олексій Мачаваріані, 1957)

### Фільмографія[1]
- Майстри грузинського балету (1955) — Давріш
- Отелло (1960) — Яго
- Мелодії Верійського кварталу (1973) — поштар
- Кавказький романс (1975)
- Любов, велика сила твоя (1975)
- Переполох (1975) — Річард
- Азбука мудрості (1982)
- Прийміть виклик, сеньйори! (1982, 2 серії)